# I Am Not a Woman, I'm a God
I Am Not a Woman, I'm a God è un singolo della cantante statunitense Halsey, pubblicato il 31 agosto 2021 come secondo estratto dal quarto album in studio If I Can't Have Love, I Want Power.

## Tracce
Testi e musiche di Ashley Frangipane, Trent Reznor, Atticus Ross e Johnathan Cunningham.
1. I Am Not a Woman, I'm a God – 2:56